# 斯孔特罗内
斯孔特罗内（義大利語：Scontrone），是意大利阿奎拉省的一个市镇。总面积21.4平方公里，人口586人，人口密度27.4人/平方公里（2009年）。ISTAT代码为066094。